# Nicolas van Werveke
Nicolas Paul Antoine Van Werveke (Diekirch, 23 juli 1851 – Limpertsberg (Luxemburg-Stad), 24 februari 1926) was een Luxemburgs historicus en docent.

## Leven en werk
Nicolas van Werveke was een zoon van de uit België afkomstige gevangenbewaarder Thierry August Van Werveke en de Luxemburgse Sophie Caroline Dupont, een oudere broer van geoloog Leopold en kunstenaar Auguste van Werveke. Hij werd opgeleid aan het Athénée royal grand-ducal, als leerling van historicus Jean Schoetter. Hij wilde leraar worden en vertrok naar Bonn, om daar aan de universiteit te sturen. Al na zijn eerste examen werd door de directeur van het Luxemburgs atheneum teruggehaald om voor de klas te staan. Na drie jaar praktijkonderwijs behaalde hij in 1874 het doctoraat in filosofie en filologie. Hij gaf les aan het Athénée grand-ducal en de Industrieschool. In de loop der jaren klom hij op van repetitor tot professeur 1e klas (1895). Hij was korte tijd directeur van het meisjeslyceum (1909-1911) in Luxemburg-Stad. 
Van Werveke werd in 1876 corresponderend lid van de section historique van het Institut grand-ducal. Vanaf 1878 publiceerde hij over de geschiedenis van het groothertogdom. Hij hield zich daarnaast bezig met onder andere archeologie, numismatiek, paleografie en cultuur- en taalonderzoek. Hij werd benoemd tot conservator van het medaillekabinet (1877) en het secretaris-conservator van de historische sectie (1881) van het Institut grand-ducal. Hij was verder onder meer betrokken bij de totstandkoming van de inventaris van de Nationale Bibliotheek van Luxemburg. Secretaris Van Werveke en sectievoorzitter Arthur Herchen (1850-1931) worden beschouwd als de grondleggers van geschiedenis als wetenschap in Luxemburg.
Van Werveke werd meermaals onderscheiden. In 1925 gaf het blad Les Cahiers luxembourgeois een extra nummer uit, gewijd aan Van Werveke en diens werk. In het Casino Luxembourg werd bovendien een banket georganiseerd waar onder anderen oud-leerling Batty Weber en de Belgische historicus Jules Vannérus een toespraak hielden en Van Werveke uit handen van Etienne Schmit, directeur-generaal Openbaar Onderwijs, de versierselen ontving die hoorden bij zijn benoeming tot commandeur in de Orde van de Eikenkroon.
Nicolas van Werveke overleed een half jaar later, op 74-jarige leeftijd. Hij werd begraven op de Cimetière Notre-Dame. In 1933 werd in Hollerich een straat naar hem vernoemd.

## Onderscheidingen
- Commandeur in de Orde van de Eikenkroon (1925)
- Ridder in de Orde van Verdienste van Adolf van Nassau
- Officier in de Leopoldsorde
- IIIe Klasse van de Kroonorde van Pruisen
- Officier d'Académie